# Rhododendron groenlandicum
Rhododendron groenlandicum là một loài thực vật có hoa trong họ Thạch nam. Loài này được (Oeder) Kron & Judd miêu tả khoa học đầu tiên năm 1990.

## Hình ảnh

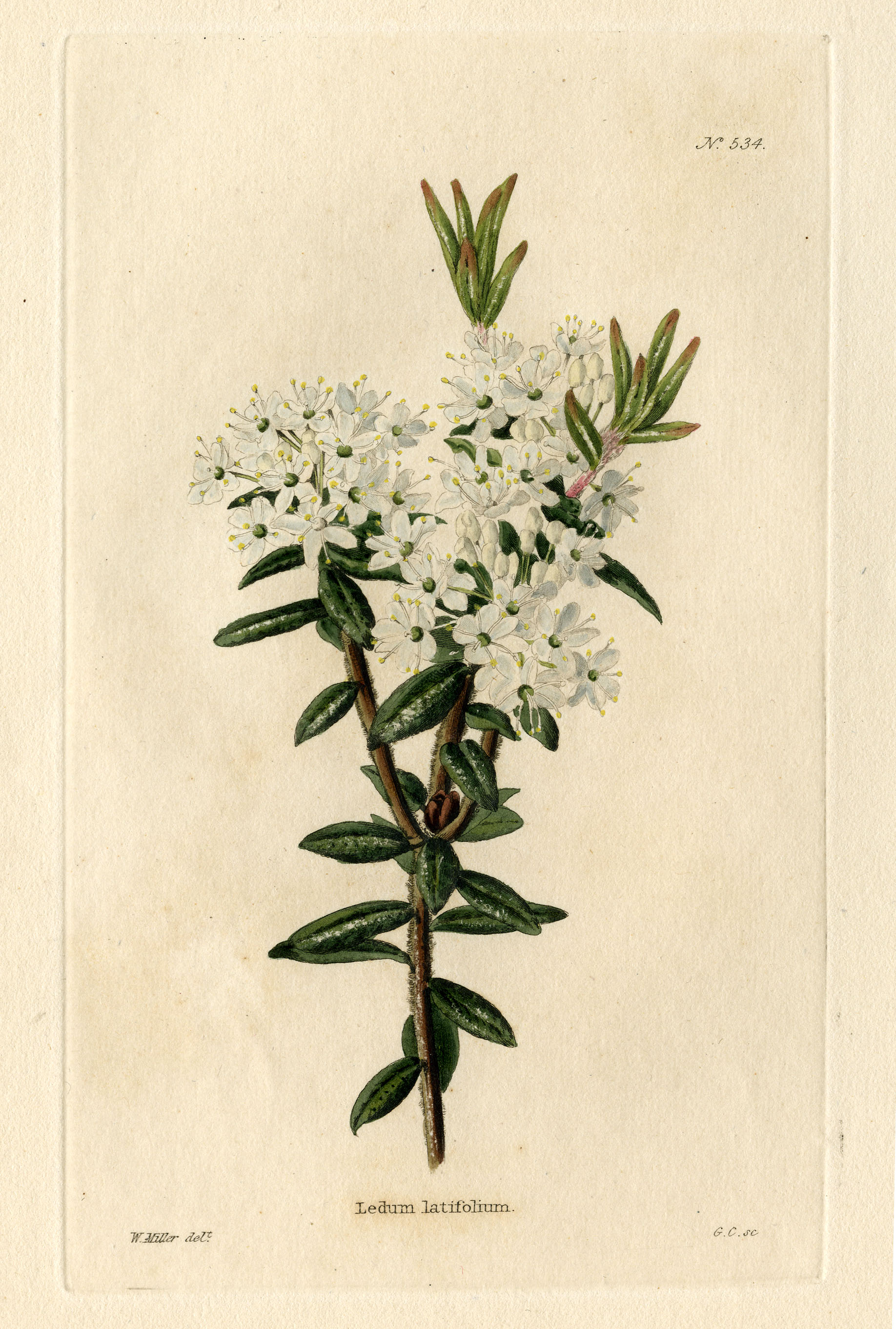
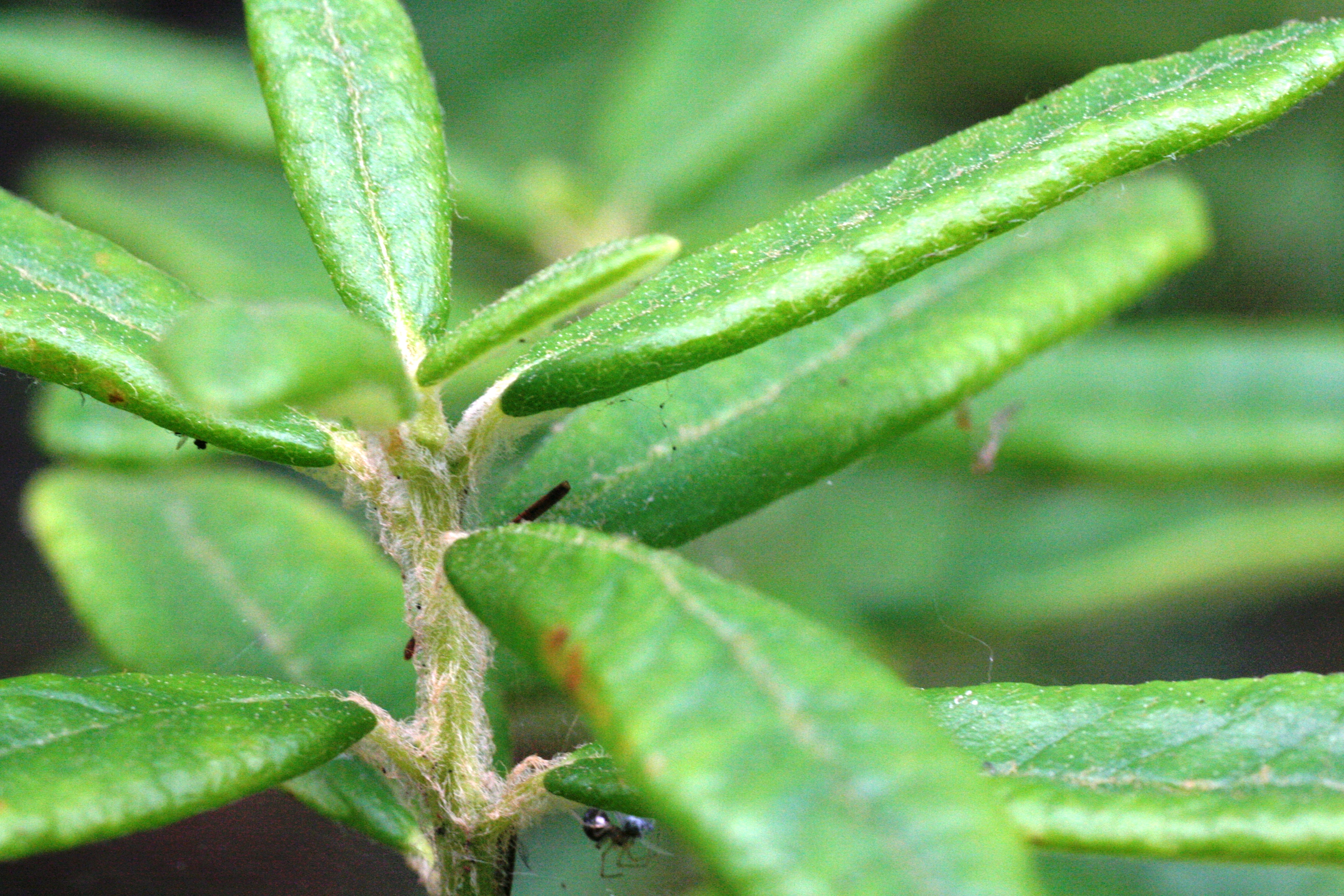
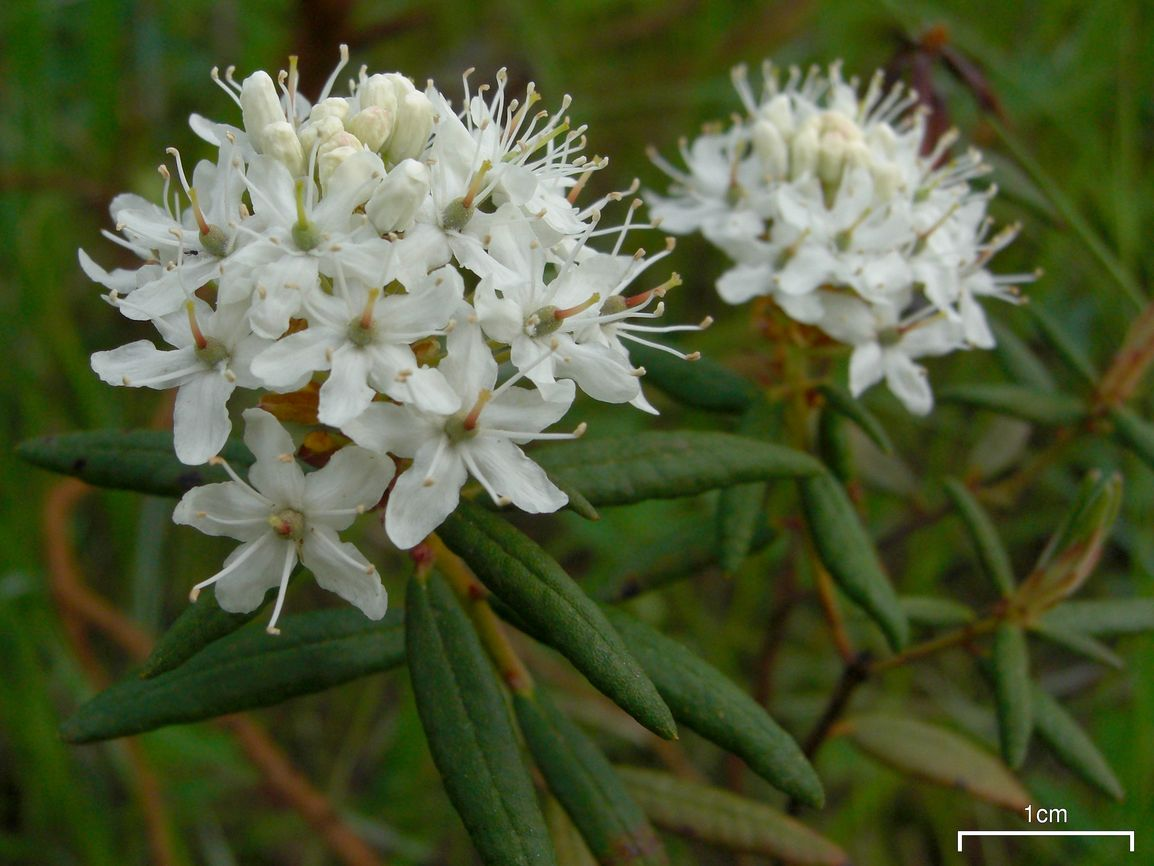
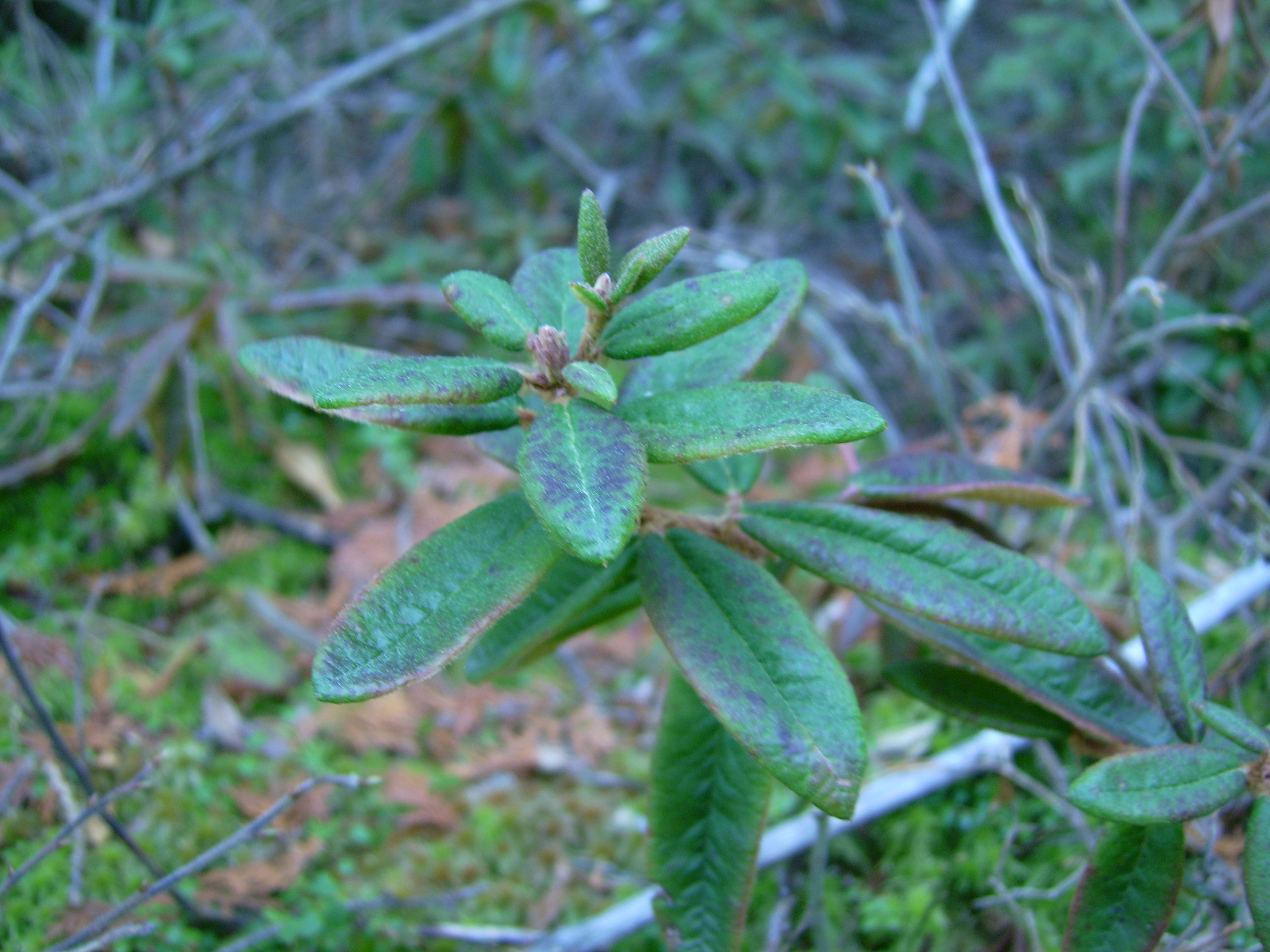